# 斎藤幸平
斎藤 幸平（さいとう こうへい、1987年1月31日 - ）は、日本の哲学者。専門は経済思想、社会思想、特にマルクス主義研究。東京大学大学院総合文化研究科・教養学部准教授。学位は博士（哲学）（フンボルト大学）。

## 略歴
東京都生まれ。芝高等学校を卒業後、東京大学理科二類に入学する。
3か月間在籍した後「フリーマン奨学金」を得て、ウェズリアン大学へ進学する。
2009年、同大学政治経済学部を卒業。
2012年、ドイツのベルリン自由大学大学院哲学研究科修士課程を修了。その後2014年、同じくドイツのフンボルト大学大学院哲学研究科に博士論文 Natur gegen Kapital: Marx' Ökologie in seiner unvollendeten Kritik des Kapitalismus. を提出。翌2015年、同大学院哲学研究科博士課程を修了する。
2015年、ベルリン・ブランデンブルク科学アカデミーの客員研究員となる。2016年には日本学術振興会海外特別研究員、カリフォルニア大学サンタバーバラ校客員研究員を務める。同年、前掲の博士論文に基づいて、フンボルト大学よりPh. D. の学位を得る。
2017年に帰国し、大阪市立大学大学院経済学研究科准教授に着任。翌2018年、単著 Karl Marx's Ecosocialism: Capitalism, Nature, and the Unfinished Critique of Political Economy. により、カール・マルクス研究の最高峰とされるドイッチャー記念賞を歴代最年少の31歳で受賞。日本人では初めての受賞となった。
2020年、一連の「マルクス経済学のエコロジー的転回に関する研究」業績により第17回日本学術振興会賞を受賞。翌2021年、単著『人新世の「資本論」』（集英社）にて新書大賞2021・大賞を受賞する。
同書は翌2021年に、韓国のAsia Book Awards (ABA, 아시아북어워드) 2021年優秀図書賞（一般書部門）にも選出されている。
2022年、東京大学大学院総合文化研究科超域文化科学専攻准教授に就任。2025年に開学したZEN大学においては知能情報社会学部の客員教授を兼任した。

## 著書

### 単著
- Natur gegen Kapital: Marx' Ökologie in seiner unvollendeten Kritik des Kapitalismus, Frankfurt: Campus Verlag, 2016.
- Karl Marx's Ecosocialism: Capitalism, Nature, and the Unfinished Critique of Political Economy, New York: Monthly Review Press, 2017.
- 『大洪水の前に：マルクスと惑星の物質代謝』堀之内出版、2019年。[注釈 1]
  - 『大洪水の前に：マルクスと惑星の物質代謝』加筆修正し文庫化、KADOKAWA〈角川ソフィア文庫〉、2022年。
- 『人新世の「資本論」』集英社〈集英社新書〉、2020年。
- 『100分 de 名著テキスト：カール・マルクス『資本論』：甦る、実践の書』NHK出版、2020年。
- 『ぼくはウーバーで捻挫し、山でシカと闘い、水俣で泣いた』KADOKAWA、2022年。
- Marx in the Anthropocene: towards the Idea of Degrowth Communism, Cambridge: Cambridge University Press, 2022.
- 『ゼロからの『資本論』』NHK出版〈NHK出版新書〉、2023年。
- 『100分 de 名著 テキスト：ヘーゲル『精神現象学』：分断を乗り越える思想』NHK出版、2023年。
- 『マルクス解体：プロメテウスの夢とその先』斎藤幸平・竹田真登・持田大志・高橋侑生共訳、講談社、2023年[注釈 2]。

### 編著
- 『未来への大分岐：資本主義の終わりか、人間の終焉か？』（マルクス・ガブリエル、マイケル・ハート、ポール・メイソン著）集英社新書、2019年。
- 『コモンの「自治」論』松本卓也共編、集英社〈シリーズ・コモン〉、2023年。

### 共著
- （小川公代・栗原康・高橋源一郎）『別冊NHK100分de名著：パンデミックを超えて』NHK出版、2022年。
- （大澤真幸）『未来のための終末論』左右社〈大澤真幸THINKING O〉、2023年。

### 主な分担執筆
- 萱野稔人編著『ベーシックインカムは究極の社会保障か：「競争」と「平等」のセーフティネット』堀之内出版、2012年。
- 西山雄二編『人文学と制度』未來社、2013年。
- 市野川容孝・渋谷望編著『労働と思想』堀之内出版、2015年。
- Buchwalter, Andrew, ed., Hegel and Capitalism, New York: SUNY Press, 2015. ISBN 9781438458755
- 岩佐茂・佐々木隆治編著『マルクスとエコロジー：資本主義批判としての物質代謝論』堀之内出版、2016年。
- Dellheim, Judith, and Frieder Otto Wolf, eds, The Unfinished System of Karl Marx: Critically Reading Capital as a Challenge for Our Times, Palgrave Macmillan, 2018. ISBN 9783319703466
- 内田樹編『ポストコロナ期を生きるきみたちへ』晶文社、2020年。
- 高橋弘樹編著『天才たちの未来予測図』マガジンハウス新書、2022年。

### 翻訳
- ミヒャエル・ハインリッヒ『『資本論』の新しい読み方：21世紀のマルクス入門』明石英人・佐々木隆治・隅田聡一郎共訳、堀之内出版、2014年。
- ケヴィン・B・アンダーソン『周縁のマルクス：ナショナリズム、エスニシティおよび非西洋社会について』平子友長監訳、社会評論社、2015年。
- マルクス・ガブリエル、スラヴォイ・ジジェク『神話・狂気・哄笑：ドイツ観念論における主体性』大河内泰樹共監訳、堀之内出版、2015年。
- ウルリッヒ・ブラント、マークス・ヴィッセン『地球を壊す暮らし方：帝国型生活様式と新たな搾取』中村健吾共監訳、岩波書店、2021年。
- キア・ミルバーン『ジェネレーション・レフト』斎藤幸平監訳・解説、堀之内出版、2021年。
- ポール・ボゴシアン『知への恐れ：相対主義と構築主義に抗して』飯泉佑介・山名諒共訳、堀之内出版、2021年。

## 論文
- 「『精神現象学』における「承認論」の新展開」[13]『ヘーゲル哲学研究』19号、2013年。
- Il marxismo giapponese del ventunesimo secolo e la rilettura di Marx attraverso la MEGA, IL PONTE, 2013
- Die Rolle der Differenz in Hegels System der Sittlichkeit, Hegel-Jahrbuch, 2014 (De Gruyter)
- The Emergence of Marx’s Critique of Modern Agriculture Ecological Insights from His Excerpt Notebooks, MONTHLY REVIEW, October 2014 (Volume 66, Number 5)
- Marx's Ecological Notebooks, MONTHLY REVIEW, February 2016 (Volume 67, Number 9)
- Marx' Fraas-Exzerpt und der neue Horizont des Stoffwechsels

## 出演

### テレビ番組
- SWITCHインタビュー 達人達「柴咲コウ×斎藤幸平」（NHK Eテレ、2021年8月21日）[14]
- 100分de名著 ヘーゲル”精神現象学”（NHK Eテレ、2023年5月1日 - 5月22日）
- サンデージャポン（TBS、不定期出演）- ゲスト

### ウェブ番組
- ビデオニュース・ドットコム（2021年5月1日）

### ラジオ
- 大竹まこと ゴールデンラジオ!（文化放送、2022年11月11日、2023年9月15日）